# Ion Ieremciuc
Ion Ieremciuc (ur. 23 czerwca 1967 w Suczawie) – rumuński zapaśnik walczący w stylu klasycznym. Olimpijczyk z Barcelony 1992, gdzie zajął szóste miejsce w kategorii 100 kg.
Siódmy na mistrzostwach świata w 1989. Srebrny medalista mistrzostw Europy w 1989. Mistrz Europy juniorów w 1985 roku.
- Turniej w Barcelonie 1992

Pokonał Stipe Damjanovića z Chorwacji i Takashi Nonomurę z Japonii, został obustronnie zdyskwalifikowany z Andrzejem Wrońskim, a przegrał z Dennisem Koslowskim z USA i Andreasem Steinbachem z Niemiec.